# Pseudocentema
Pseudocentema is een geslacht van Phasmatodea uit de familie Phasmatidae. De wetenschappelijke naam van dit geslacht is voor het eerst geldig gepubliceerd in 2002 door Chen, He & Li.

## Soorten
Het geslacht Pseudocentema omvat de volgende soorten:
- Pseudocentema bispinatum Chen & He, 2002
- Pseudocentema liui Ho, 2013